# Grigore Palamas

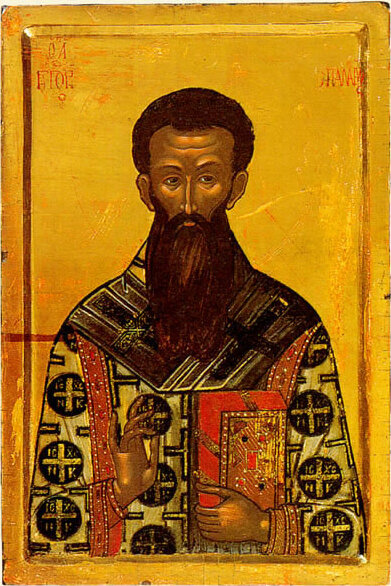
Grigore Palamas

Grigore Palamas (în greacă Γρηγόριος Παλαμάς; n. 1296, Constantinopol, Imperiul Roman de Răsărit – d. 14 noiembrie 1359, Salonic, Imperiul Roman de Răsărit) a fost un călugăr creștin-ortodox de la Muntele Athos, care a devenit apoi arhiepiscop de Tesalonic și a fost canonizat la nouă ani de la moartea sa. Moaștele Sfântului Grigore Palamas se păstrează la Tesalonic. A rămas în istorie drept unul dintre cei mai mari teologi ai ortodoxiei, datorită implicării sale polemice împotriva lui Varlaam Calabrezul pentru a apăra Isihasmul (de la termenul grecesc "hesychia" care înseamnă calm și liniște). Datorită acestei implicări, Isihasmul mai poartă numele de Palamism. Doctrina elaborată de el are o valoare de sinteză pentru teologia răsăriteană dar și implicații filozofice și antropologice profunde.
Părintele Grigore Palamas a fost desemnat de comunitatea de călugări din Athos să apere isihasmul de atacurile lui Varlaam Calabrezul, care considera practicarea rugăciunilor isihaste drept politeism.

## Biografie
S-a născut la Constantinopol, unde își petrece tinerețea. Era cel mai mare dintre frații săi, Macarie și Theodosie, și surorile sale, Epiharis și Theodota. Mama și surorile lui Grigore Palamas au devenit și ele călugărițe. Între 1318 și 1326 se află la Mănăstirea Vatopedu, în Muntele Athos, unde a viețuit sub îndrumarea duhovnicească a părintelui Nicodim de la Vatoped. După moartea Părintelui Nicodim, Părintele Grigore Palamas a stat opt ani sub îndrumarea duhovnicească a Părintelui Nichifor, iar după moartea Părintelui Nichifor s-a transferat la lavra sfântului Atanasie Athonitul, iar după trei ani s-a mutat la schitul Glossia, unde de la starețul mănăstirii a învățat meșteșugul rugăciunii neîncetate pe care o practică monahii.
Datorită amenințării invaziei turce, între 1326 și 1331 trăiește în Macedonia, la Tesalonic, împreună cu 12 monahi isihasti, unde va fi hirotonit preot. Își va continua viața de ascet, împreună cu cei 12 monahi, într-un schit de pe muntele de lângă Veria, combinând îndatoririle sale preoțești cu viața de pustnic: cinci zile pe săptămână petrecea în rugăciune și post, fără să se întâlnească cu nimeni, iar sâmbăta și duminica cobora în mijlocul fraților și al credincioșilor, slujind Sfânta Liturghie și predicând.
Din cauza atacurilor venite din partea sârbilor, s-a întors la Athos și s-a așezat în schitul "Sfantul Sava", de lângă Marea Lavră. În anul 1347 Grigore Palamas a fost numit arhiepiscop al Tesalonicului.
Implicarea sa în polemica isihastă a avut loc la cererea unor călugări. Părintele Grigore Palamas nu a participat la Sinoadele referitoare la această problemă (1341, 1345, 1347, 1351).
După ce Sinodul din 1341 s-a pronunțat în favoarea isihaștilor, în anul 1345 Grigore Palamas a fost anatemizat. Sinodul din 1347 ridică anatema, iar cel din 1351 aprobă din nou doctrina isihastă.
Sinodul din 1451 (ultimul sinod isihast) proclamă Isihasmul drept doctrină oficială a Bisericii Ortodoxe.
Sinodul Patriarhal din 1368 îl proclamă pe Grigore Palamas sfânt.

## Opere
Cea mai importantă lucrare a sa, din punct de vedere dogmatic, este Mărturisirea credinței ortodoxe, prezentată Sinodului din 1351, pentru a răspunde atacurilor lui Varlaam.
Palamas scrie apoi trei trilogii de apărare a Isihasmului. Trilogia întâi conține următoarele titluri:
- Primul tratat dintre cele dintâi pentru cei ce trăiesc cu evlavie în isihie
- Al doilea tratat dintre cele dintâi pentru cei ce se dedică cu evlavie isihiei
- Al treilea tratat dintre cele dintâi pentru cei ce se dedică cu evlavie isihiei. Despre lumina și luminarea dumnezeiască, despre fericirea sfântă și despre desăvârșirea cea întru Hristos.

Trilogiile a doua și a treia conțin titluri asemănătoare.
A mai scris:
- Zece tratate contra lui Grigore Akindin
- Cinci tratate împotriva lui Nichifor Gregoras
- Despre purcederea Duhului Sfânt. Contra latinilor
- Decalogul Noului Testament [8][9]

## Teologia
Doctrina teologică a lui Grigore Palamas a fost rezumată de Jean Meyendorff:
1. Cunoașterea lui Dumnezeu este o trăire pe care toți creștinii o primesc prin botez și o actualizează prin continua participare la Euharistie, prin rugăciune și slujire, dragoste față de Dumnezeu și față de aproapele. În aceste condiții, cunoașterea lui Dumnezeu nu este una conceptuală ci o trăire duhovnicească, de natura percepției.
2. Dumnezeu este inaccesibil în ființa sa, atât în viața de aici cât și în cea viitoare, deoarece este transcendență absolută. Omul este capabil de un act de îndumnezeire (theosis) numai prin Har sau prin Energie.
3. Energiile nu sunt emanații divine, ci viață dumnezeiască, acordată făpturilor. Energiile sunt Dumnezeu însuși.

## Polemica lui Grigore Palamas cu Varlaam

### Energiile necreate
În câteva epistole, Palamas vorbește despre energiile divine necreate (gr:energeiai, dunameis) prin care Dumnezeu comunică permanent cu lumea creată. Oamenii pot cunoaște aceste energii sub forma bunătății, harului, dreptății, ele fiind nivelul maxim la care cunoașterea umană poate ajunge deoarece esența Creatorului rămâne incognoscibilă.
Similar neoplatonismului, Palamas susține că realitatea lui Dumnezeu nu este compatibilă cu creatura, fiind una, simplă, infinită și de neînțeles. Neavând aceeași natură cu creaturile, nu poate fi înțeleasă rațional. Dumnezeu este contopire, obscuritate, mister. Metafora platoniciană a luminii este răsturnată aici; pe linie platonică, Dumnezeu era lumină, deci iluminare, adică extaz intelectual. Pentru Palamas, El este obscuritate, ascundere, incompatibil cu puterile noastre de înțelegere.
Omul nu este coesențial dumnezeirii, prin urmare unirea cu Dumnezeu nu are loc printr-o esență comună (fie ea intelectul), ci prin lucrare sau energie.
Varlaam îl va acuza pe Palamas de dualism, spunând că acesta susține existența a două naturi divine: una esențială și una manifestă. Or, Dumnezeu nu este decât unul, va spune Varlaam, distincția între esență și lucrare nefiind decât aparentă, adică ceea ne apare nouă, în calitate de creaturi.

### Problema validității demonstrației
În 1334, Palamas îi scrie lui Akindinos, un prieten comun, spunând că teza lui Varlaam cu privire la demonstrație conține o eroare de fond: este greșit să se opună demonstrația aristotelică celei teologice. Teologia are tot dreptul să uzeze de logica aristotelică formală, după cum demonstrația de tip aristotelic se poate aplica în mod corect lucrurilor divine.
Latinii, scrie Palamas, nu gândesc nici în manieră apodictică și nici în manieră dialectică. Nu gândesc apodictic pentru că nu folosesc adevărul credinței ca axiomă (insinuarea palamită vizează „eroarea” dogmatică a catolicismului) și nu gândesc dialectic pentru că își construiesc silogismele pornind de la premise „străine” (adică eretice).
Palamas nu admite valoarea propozițiilor laice, a enunțurilor cunoscute cu ajutorul intelectului. El mizează pe singura cunoaștere autentică: cea mistică. Pornind de aici, atât demonstrația dialectică cât și cea apodictică trebuie să pornească de la premise revelate. Dacă nu există decât adevăr revelat, și dacă adevărul revelat este cel ortodox, latinii se înșală indiferent de metodă: dacă pornesc de la adevăruri laice se înșală întrucât ele nu sunt revelate, iar dacă pornesc de la adevăruri revelate se înșală întrucât ei nu au adevărata revelație.
De fapt, problema de fond a lui Palamas este înlăturarea totală a modului de gândire profan. Gândirea umană trebuie să se desfășoare sub acțiunea Duhului Sfânt, ceea ce înseamnă că gândirea profană (dialectica) nu poate fi adecvată la conștiința religioasă.

### Problema raportului suflet-corp
Corpul omenesc este un templu, o biserică a lui Dumnezeu, deci nu poate fi privit ca un principiu al răului. Această dihotomie trup-suflet, de sorginte platonică („soma-sema”), este considerată de Palamas drept cea mai mare eroare a păgânilor. Trupul este creat de Dumnezeu, deci este sediul îndumnezeit al sufletului și al intelectului. Cunoașterea lui Dumnezeu trebuie să aibă loc prin intelect. Palamas înțelege însă intelectul în mod diferit față de greci și față de latini. Pentru el, intelectul nu se poate afla în afara trupului, ci în trup. Intelectul nu este de altă natură decât trupul, așa cum s-a considerat, pe linie platonico-aristotelică.
Trupul și sufletul sunt perfect compatibile; marea dihotomie, care în Occident va da naștere imenselor dispute nominaliste și apoi, în modernitate, curentelor raționalist și empirist, nu este valabilă pentru Palamas. Ceea ce nu înseamnă deloc că sufletul este material. El este necorporal, fără a fi însă detașat de simțămintele trupești. În acest sens, în vederea contactului cu Dumnezeu, inteligența omului trebuie să coboare în trup, anume în inimă. Numai atunci când se află în inimă, inteligența este în propriul său organ.
Credința este astfel o viziune a inimii, ce depășește toate facultățile intelectuale. Unirea cu Dumnezeu înseamnă de fapt încetarea activității intelectuale, aceasta însemnând coborârea în inimă. Căutarea lui Dumnezeu nu este deci mijlocită de demonstrație, cauzalitate sau analogie, ci prin înlăturarea oricărei idei. 
Singurul instrument pentru această „anulare” a lucrării minții este rugăciunea neîntreruptă, cu ajutorul căreia ne putem proteja de intervenția gândurilor, înfrânând mintea.
Palamas se pretinde potrivnic aristotelismului și în general modului de gândire transmis de lumea elenă, deși gândirea sa este profund platonică, energiile necreate fiind în esența lor avataruri ale ideilor platonice sau mai degraă ale ideii plotiniene de emanație. Putem recunoaște, de asemenea, în teza energiilor necreate, un inedit răspuns la problema universaliilor.
Palamas este la un moment dat condamnat, dar venirea la putere a lui Ioan al VI-lea Cantacuzino îl reabilitează și astfel palamismul triumfă în Bizanț.

## Legături externe
- Omilia I a Sfântului Grigorie Palama[nefuncțională]
, 9 aprilie 2011, Pr. Roger Coresciuc, Ziarul Lumina
- Acrivia teologică a Sfântului Grigorie Palama[nefuncțională]
, 19 noiembrie 2011, Pr. Roger Coresciuc, Ziarul Lumina
- Sfântul Grigorie Palama - părtaș al luminii celei nezidite Arhivat în 14 mai 2014, la Wayback Machine., 27 februarie 2010, Pr. Roger Coresciuc, Ziarul Lumina
- Teologul rugăciunii și al luminii necreate[nefuncțională]
, 20 martie 2011, Pr. Lect. Dumitru Pintea, Ziarul Lumina
- Grigorie Palama și energiile necreate Arhivat în 5 iulie 2014, la Wayback Machine., 23 martie 2008, Pr. Bogdan Dedu, Ziarul Lumina
- „Ochii duhovnicești se curățesc prin lucrarea poruncilor“[nefuncțională]
, 11 martie 2012, Pr. Roger Coresciuc, Ziarul Lumina
- Omiliile Sfântului Grigorie Palama Arhivat în 15 decembrie 2014, la Wayback Machine., 5 decembrie 2009, Pr. Drd. Roger Coresciuc, Ziarul Lumina
- Sfântul Grigorie Palama și Nicolae Cabasila[nefuncțională]
, 18 decembrie 2010, Pr. Roger Coresciuc, Ziarul Lumina
- Sfântul Grigorie Palama și patriarhul Ioan Caleca[nefuncțională]
, 22 ianuarie 2011, Pr. Roger Coresciuc, Ziarul Lumina
- Dispute științifice și isihasm (disputa cu Varlaam)[nefuncțională]
, 22 mai 2010, Pr. Roger Coresciuc, Ziarul Lumina
- Controversa isihastă sau cum a fost Aristotel învins de Sfinții Părinți[nefuncțională]
, 15 martie 2009, Petru Lazăr, Ziarul Lumina
- Sfântul Grigorie Palama și Achindin în anul 1341[nefuncțională]
, 10 septembrie 2011, Pr. Roger Coresciuc, Ziarul Lumina
- Isihasm și politică[nefuncțională]
, 8 ianuarie 2011, Pr. Roger Coresciuc, Ziarul Lumina
- Pastorație și politică[nefuncțională]
, 5 februarie 2011, Pr. Roger Coresciuc, Ziarul Lumina
- Galați: Moaștele Sfântului Grigorie Palama au fost depuse la Catedrala Episcopiei 'Dunărea de Jos', 2 mai 2009, Corina Misăilă, Amos News